# Milichia apicalis
Milichia apicalis är en tvåvingeart som beskrevs av Curtis W. Sabrosky 1965. Milichia apicalis ingår i släktet Milichia och familjen sprickflugor.
Artens utbredningsområde är Tanzania. Inga underarter finns listade i Catalogue of Life.